# Ирбис Болун
Ирбис Болун, наричан също Съ Ябгу каган (на китайски: 肆葉護可汗; на пинин: Sì Yèhù kěhán), е каган на Западнотюркския каганат през 631 – 633 година.
Той е син на кагана Тун Ябгу от рода Ашина. През 631 година, с помощта на клановете нушиби, той отстранява и убива своя чичо Кюлюг Сибир, който малко преди това е свалил от власт баща му със съдействието на съперническите кланове дулу. Ирбис Болун води неуспешни военни действия срещу някои от подчинените на тюрките народи и влиза в конфликт с нушиби, които го отстраняват.
Ирбис Болун умира през 633 година и е наследен от своя родственик Дулу.